# 5890 Carlsberg
Az 5890 Carlsberg (ideiglenes jelöléssel 1979 KG) a Naprendszer kisbolygóövében található aszteroida. Richard Martin West fedezte fel 1979. május 19-én.